# Carlit
Carlit ist eine Marke des deutschen Verlags Ravensburger, die hauptsächlich für traditionelle Spiele in der Schweiz verwendet wird. Sie geht zurück auf den 1938 oder 1939 in Zürich gegründeten Buch- und Spieleverlag Edition Carlit. Die aus ihr entstandene Carlit AG war ab 1977 ein Tochterunternehmen von Ravensburger. Heute ist Ravensburger mit dem Unternehmen Carlit + Ravensburger in der Schweiz vertreten.

## Geschichte

### Edition Carlit
Willi Pinthus, dem bis 1938 der Tietz & Pinthus ABC Verlag in Nürnberg gehörte, floh mit seiner Familie 1939 aus Deutschland, liess sich in Zürich nieder und gründete hier den Verlag Edition Carlit (Cartonagen und Lithographien). Der Verlag gehörte zum 1920 in Zürich gegründeten Unternehmen «Lithographie- & Cartonnage A. G.» (bis 1931 «Cartonnage A.-G.»). Anfangs wurden vor allem Bilderbücher, aber auch Spiele, z. B. Quartette, speziell für den Schweizer Markt, produziert.
Die Geschäftsleitung des Spielwarenverlags hatte Willi Pinthus, auch genannt Willi Pinthus-Vogt, bis zu seinem Tod 1956. Später war sein Sohn Herbert Pinthus, auch genannt Herbert Pinthus-Kane, Geschäftsführer.

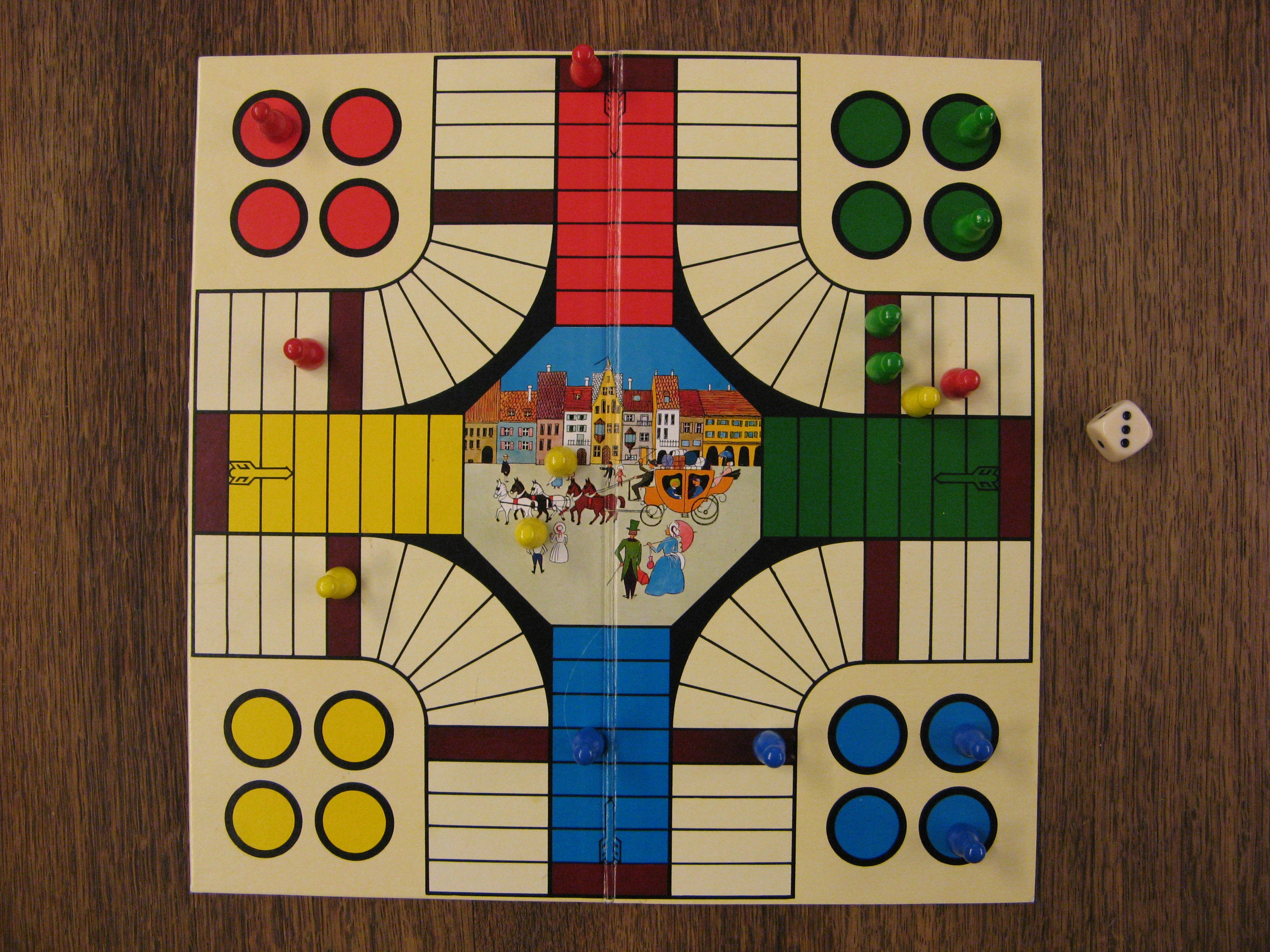
Eile mit Weile

Manche Spiele, welche das Unternehmen in den ersten Jahren auf den Markt brachte, gelten heute als Klassiker und sind weiterhin erhältlich. Darunter sind Titel wie Leiterlispiel, Eile mit Weile, Halma oder Schwarzer Peter. Carlit war auch lange Zeit Schweizer Lizenznehmer von Monopoly. Später kamen die Schweizer Reise und die Schweizer Kinderpost dazu. Daneben brachte Carlit in den 1960er-Jahren auch eine Variante des deutschen Mensch ärgere dich nicht unter dem Namen Reg dich nicht auf! auf den Markt. 1964 erschien das von Peter Ryhiner in Zusammenarbeit und mit Unterstützung der Artenschutzorganisation World Wildlife Fund entwickelte Spiel Wild Life.

### Carlit AG
1974 wurde die Carlit AG im aargauischen Rupperswil gegründet, wobei von der Kommanditgesellschaft Lande Erben & Co. in Zürich die Aktiven und Passiven übernommen wurden; Herbert Pinthus wurde Direktor des neuen Unternehmens. Ab 1977 war es ein Tochterunternehmen der deutschen Ravensburger Verlag GmbH; 1979 verschmolz die in Rupperswil ansässige 1970 gegründete Otto Maier GmbH mit der Carlit AG.
1985 schied Pinthus aus der Geschäftsführung aus; kurz darauf zog das Unternehmen nach Wettingen; ab 1989 war Carlit im benachbarten Würenlos domiziliert.

### Carlit + Ravensburger
Nachdem der deutsche Otto Maier Verlag im Februar 1970 die Schweizer Niederlassung Otto Maier GmbH in Winterthur gründete, wurde im Juli in Zürich die Carlit- und Ravensburger-Spiele Vertriebs AG gegründet. 1983 zog das Unternehmen nach Wettingen und 1989 nach Würenlos und wurde dabei in Carlit + Ravensburger AG umbenannt. Herbert Pinthus war ab der Gründung bis Dezember 1984 Direktor des Unternehmens.
2018 absorbierte Carlit + Ravensburger AG die Carlit AG per Fusion.

### Monopoly
Bereits im Gründungsjahr erwarb Carlit von Waddingtons eine Lizenz für Monopoly und zwar in einer Form, die es Carlit erlaubte, eigene Monopoly nach englischem Vorbild herauszugeben. Das erklärt den Hinweis Englisches Patent auf dem Spielplan. Carlit ging die Anpassung mit viel Liebe zum Detail an und ersetzte beim 1940 veröffentlichten Spiel etwa englische Dampflokomotiven durch elektrische Gotthardlokomotiven Be 4/6 der SBB oder Pfund-Zeichen durch Franken-Abkürzungen, entwarf Berner Bauernhäuser oder Schweizer Polizeiuniformen. Nach 1957 gingen diese Anpassungen mit der Rechte-Rückgabe von Waddingtons an Parker verloren. Nach 1990 übernahm Parker-Nachfolger Hasbro den Vertrieb in der Schweiz selbst.

## Auszeichnungen
Das Spiel Giganten von Herbert Pinthus erhielt 1983 die Auszeichnung Essener Feder für die beste Spielregel des Jahres.